# Aage Grauballe
Aage Grauballe (født 2. oktober 1924 i Hammel, død 29. september 1981) var dansk journalist og tegneserieforfatter.
Grauballe blev uddannet som journalistelev på Randers Amtsavis og blev senere chefredaktør på Familiejournalen fra 1965 efter Mogens Allers død, inden da havde han været journalist hos Associated Press og Ekstra Bladet blandt andre. Han er kendt i tegneseriekredse for sine manuskripter til Familiejournalens tegneserie, i perioden 1956-77, Willy på Eventyr serien tegnet af Tage Andersen. Grauballe fortsatte med at skrive dokumentet til Willy, selv efter at have været chefredaktør, indtil serien lukkede i 1977.